# Ca'pù
Ca'pù è il primo album in studio da solista dell'MC etiope-calabrese DJ Lugi, pubblicato nel 1999 dalla Jackpot Records, etichetta discografica di Neffa.

## Il disco[1]
L'album, dopo una lunga attesa (Lugi ci lavorava già da diversi anni), viene pubblicato in seguito al trasferimento di Lugi da Cosenza a Bologna, dove il salernitano Neffa (già un magnate della scena hip-hop italiana) lo accoglie, permettendogli di pubblicare il disco per la sua etichetta discografica, la sovracitata Jackpot Records.
Esso racconta la storia dell'artista, dalle origini africane ai vent'anni trascorsi nella città calabrese, tra via Popilia e via Panebianco. Collaborano anche la sorella Meron, corista in Questa è la realtà e Tanti contanti, e il cosentino DJ Marcio, scomparso nel 2010, un appartenente alla "golden age calabra" e che si occupa, nell'album, degli scratch in Intro, Adelante, Questa è la realtà, Tanti contanti e Leoparty. La Calabria è una presenza importante nell'album, soprattutto per quello che riguarda i testi, dove non mancano espressioni tipiche del dialetto cosentino; il sound ci riporta sicuramente al grande debito che ha Lugi nei confronti della black music - egli si occupa della produzione di tutte le 12 tracce presenti nel disco. Anche la copertina risulta essere made in sud; se ne occuparono Carmelo Gervasi e Simone Borselli, Immaginarte e Mediterranea Group.
Con il disco l'artista intende fare una vera e propria celebrazione alla musica; ogni traccia risente di atmosfere funk e Lugi gioca continuamente con il lessico, interessato più all'aspetto musicale e tecnico che a "proclami" o ai dissing.
(DJ Lugi, Intervista per Rockit)
Tra le liriche dei testi ritroviamo l'amore per l'Africa e le sue radici etiopi (qualche anno prima era ritornato nella sua terra madre per un periodo), o il problematico quartiere in cui cresce - in Questa è la realtà, forse il brano-simbolo dell'intero album, l'artista racconta una reale passeggiata da casa sua per le strade di via Popilia negli anni di crisi, quando erano in vigore leggi di emergenza e si respirava, in generale, un clima di tensione.
Altre tematiche importanti, come il razzismo strisciante o l'idolatrazione del denaro, vengano affrontati senza mai cadere nella retorica e sempre con un generale approccio positivo alla vita, accompagnato da un funk delicato e melodico e strumentali mai pesanti o cariche di elementi.

## Tracce
Testi e musiche di DJ Lugi.
1. Intro (feat. DJ Marcio) – 1:28
2. Adelante (feat. DJ Marcio) – 3:02
3. Funky per funky – 3:02
4. Questa è la realtà (feat. Meron, DJ Marcio) – 4:12
5. Robin Hood Sindaco – 3:16
6. Nel traffico – 2:31
7. Tanti contanti (feat. Meron, DJ Marcio) – 3:02
8. Leoparty (feat. DJ Marcio) – 3:03
9. Breapping – 3:09
10. Asso – 3:44
11. Toni in megatoni (feat. Neffa) (Remix) – 3:23
12. Non c'è limite allo show (Remix) – 4:21 (musica: Fritz Da Cat)